# Liste des voies de la ville de Québec

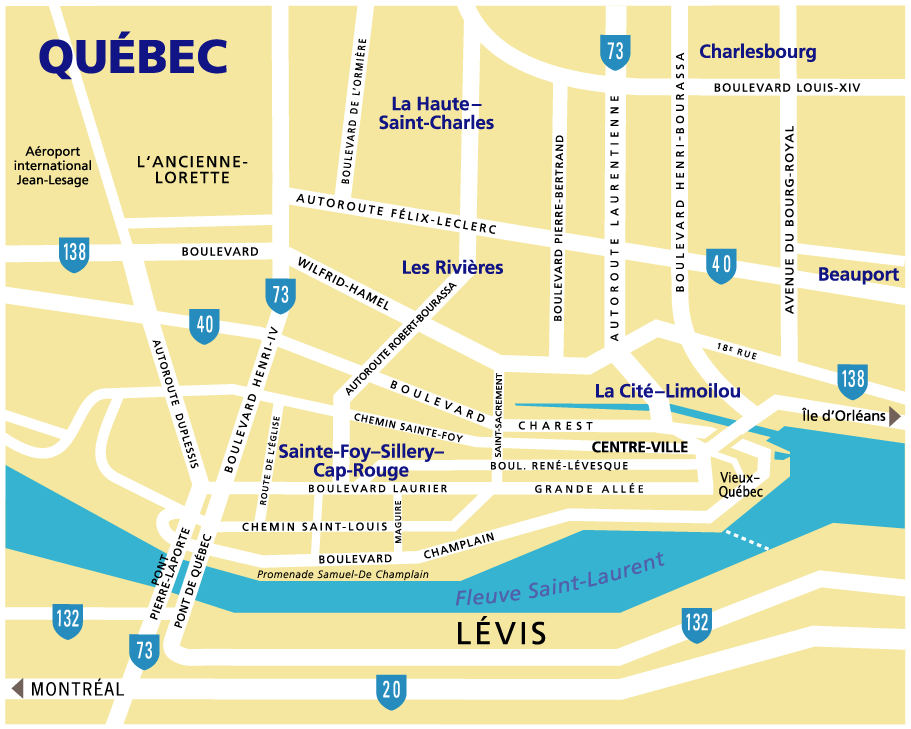
Carte routière schématisée de Québec.

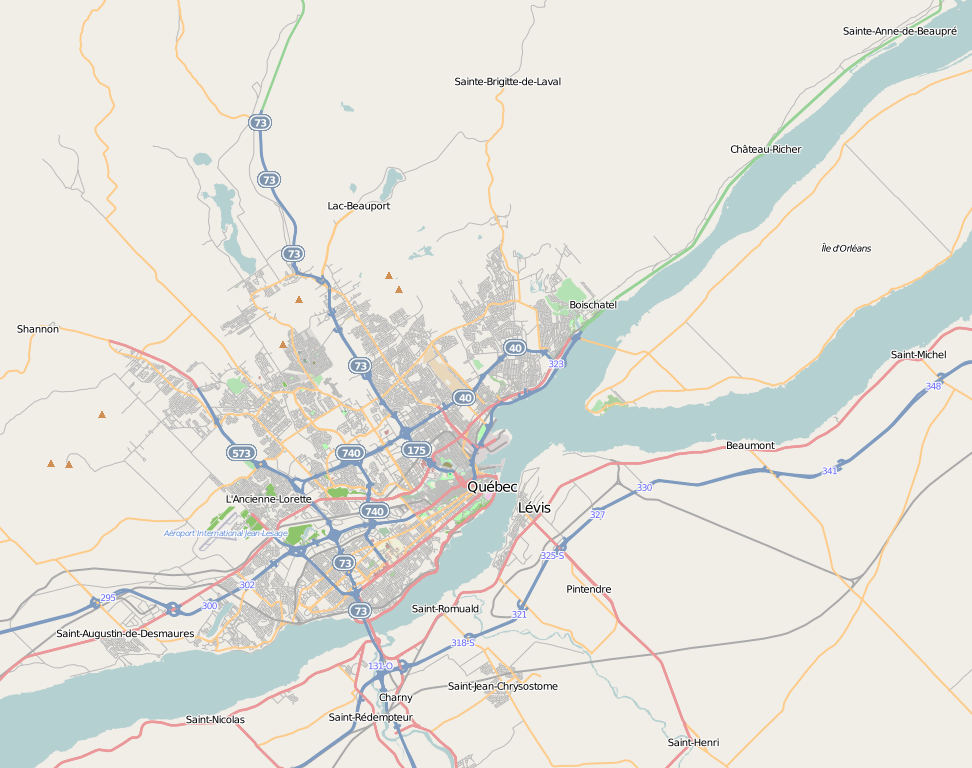
Réseau routier de la région de Québec.

Cet article donne une liste des voies de la ville de Québec parmi les plus importantes.

## Réseau national

### Autoroutes
- Autoroute 40 : autoroute Félix-Leclerc[1] et autoroute Henri-IV[2].
- Autoroute 73 : autoroute Henri-IV, autoroute Félix-Leclerc et autoroute Laurentienne[3].
- Autoroute 440 : autoroute Charest[4] et autoroute Dufferin-Montmorency[5].
- Autoroute 540 : autoroute Duplessis[6].
- Autoroute 573 : autoroute Henri-IV.
- Autoroute 740 : autoroute Robert-Bourassa[7].
- Autoroute 973 : autoroute Laurentienne.

### Routes nationales
- Route 136 : boulevard Champlain, rue Dalhousie, quai Saint-André.
- Route 138 : boulevard Wilfrid-Hamel, avenue Eugène-Lamontagne, 18e rue, chemin de la Canardière, boulevard Sainte-Anne.
- Route 175 : pont de Québec, boulevard Laurier, Grande Allée, avenue Honoré-Mercier, côte d'Abraham, rue de la Couronne, rue Dorchester, autoroute Laurentienne.

### Routes régionales
- Route 358 : avenue Notre-Dame, boulevard Chauveau, boulevard de l'Auvergne, boulevard de l'Ormière, avenue Chauveau, boulevard Bastien, boulevard Pierre-Bertrand
- Route 360 : chemin de la Canardière, chemin Royal, avenue Royale
- Route 369 : boulevard Louis-XIV, boulevard Bastien, rue Racine, rue Verret, boulevard Saint-Claude, route Sainte-Geneviève, boulevard Pie-XI
- Route 371 : boulevard Valcartier, rue de Montolieu

## Réseau local

Arrondissements de Québec

### La Cité–Limoilou
- 1re Avenue
- Avenue Cartier
- Avenue Honoré-Mercier
- Boulevard Charest
- Boulevard René-Lévesque
- Côte d'Abraham
- Chemin de la Canardière
- Côte de la Montagne
- Chemin Sainte-Foy
- Grande Allée
- Rue Dalhousie
- Rue de la Couronne
- Rue des Remparts
- Rue du Petit-Champlain
- Rue Saint-Jean
- Rue Saint-Joseph
- Rue Saint-Paul
- Rue Saint-Pierre
- Rue Saint-Vallier
- Quai Saint-André

### Les Rivières
- Avenue Chauveau
- Boulevard Lebourgneuf
- Boulevard Père-Lelièvre
- Boulevard Pierre-Bertrand
- Boulevard Wilfrid-Hamel

### Sainte-Foy–Sillery–Cap-Rouge
- Avenue Maguire
- Chemin Saint-Louis
- Chemin Sainte-Foy
- Boulevard Hochelaga
- Boulevard Laurier
- Boulevard Wilfrid-Hamel
- Route de l'Aéroport

### Charlesbourg
- 1re Avenue
- Avenue du Bourg-Royal
- Boulevard Henri-Bourassa
- Boulevard Jean-Talon
- Boulevard Louis-XIV
- Boulevard Talbot
- Boulevard du Lac
- Rue Jacques-Bédard

### Beauport
- Avenue du Bourg-Royal
- Avenue Royale
- Boulevard des Chutes
- Boulevard Louis-XIV
- Boulevard Raymond
- Boulevard Sainte-Anne
- Rue Clémenceau
- Rue Seigneuriale

### La Haute-Saint-Charles
- Avenue du Lac-Saint-Charles
- Rue Jacques-Bédard
- Rue de la Faune
- Rue Racine
- Boulevard Bastien
- Boulevard de la Colline
- Boulevard Pie-XI
- Boulevard Valcartier